# 面影橋停留場
面影橋停留場（日语：／ Omokagebashi teiryūjo */?）是位於東京都新宿區西早稻田三丁目的新目白通上，屬於荒川線的停留場。停留場名來自跨過神田川的橋樑之名。

## 歷史
此站原是王子電氣軌道設置的停留場，戰後建設高田馬場站方向分岔路線，途經早稻田與茅場町之間的路線設定為15系統。但是其已經遭到廢除，回到原來的狀態。
- 1930年（昭和5年）3月30日：開業。
- 1942年（昭和17年）2月1日：王子電氣軌道被東京市收購，成為東京市電車站。
- 1943年（昭和18年）10月1日：伴隨東京都制的實施，成為東京都電車站。
- 1949年（昭和24年）12月1日：15系統的面影橋－高田馬場站間（戶塚線）開業。
- 1968年（昭和43年）9月29日：面影橋－高田馬場站間廢除。

## 停留場構造
所有設施都位於新目白通（東京都道8號千代田練馬田無線）正中央。月台為2面2線，面影橋交差點夾着的西側是三之輪橋方向、東側是早稻田方向的月台。
| 月台 | 路線                   | 方向 | 目的地                           |
| ---- | ---------------------- | ---- | -------------------------------- |
| 北側 | 都電荒川線（東京櫻電） | 上行 | 早稻田方向                       |
| 南側 | 都電荒川線（東京櫻電） | 下行 | 大塚站前、王子站前、三之輪橋方向 |

## 相鄰停留場
東京都交通局
 都電荒川線（東京櫻電）
早稻田（SA 30）－面影橋（SA 29）－學習院下（SA 28）

## 外部連結
- 面影橋停留場 （页面存档备份，存于） - 東京都交通局